# 1776 en science
| Années de la science : 1773 - 1774 - 1775 - 1776 - 1777 - 1778 - 1779    |
| Décennies de la science : 1740 - 1750 - 1760 - 1770 - 1780 - 1790 - 1800 |

Cet article présente les faits marquants de l'année 1776 en science.

## Événements
- 25 janvier : lecture d'une communication à la Royal Society du polymathe britannique Joseph Priestley, intitulée Observations on Respiration and the Use of the Blood, qui décrit le lien entre respiration, sang et air[1].
- 23 mai : dans son article On the Crystallizations observed on Glass lu à la Royal Society[2], James Keir suggère que certaines roches, telle celles de la Chaussée des Géants ou des orgues volcaniques de Staffa, peuvent avoir été formées par la cristallisation de laves en fusion[3].

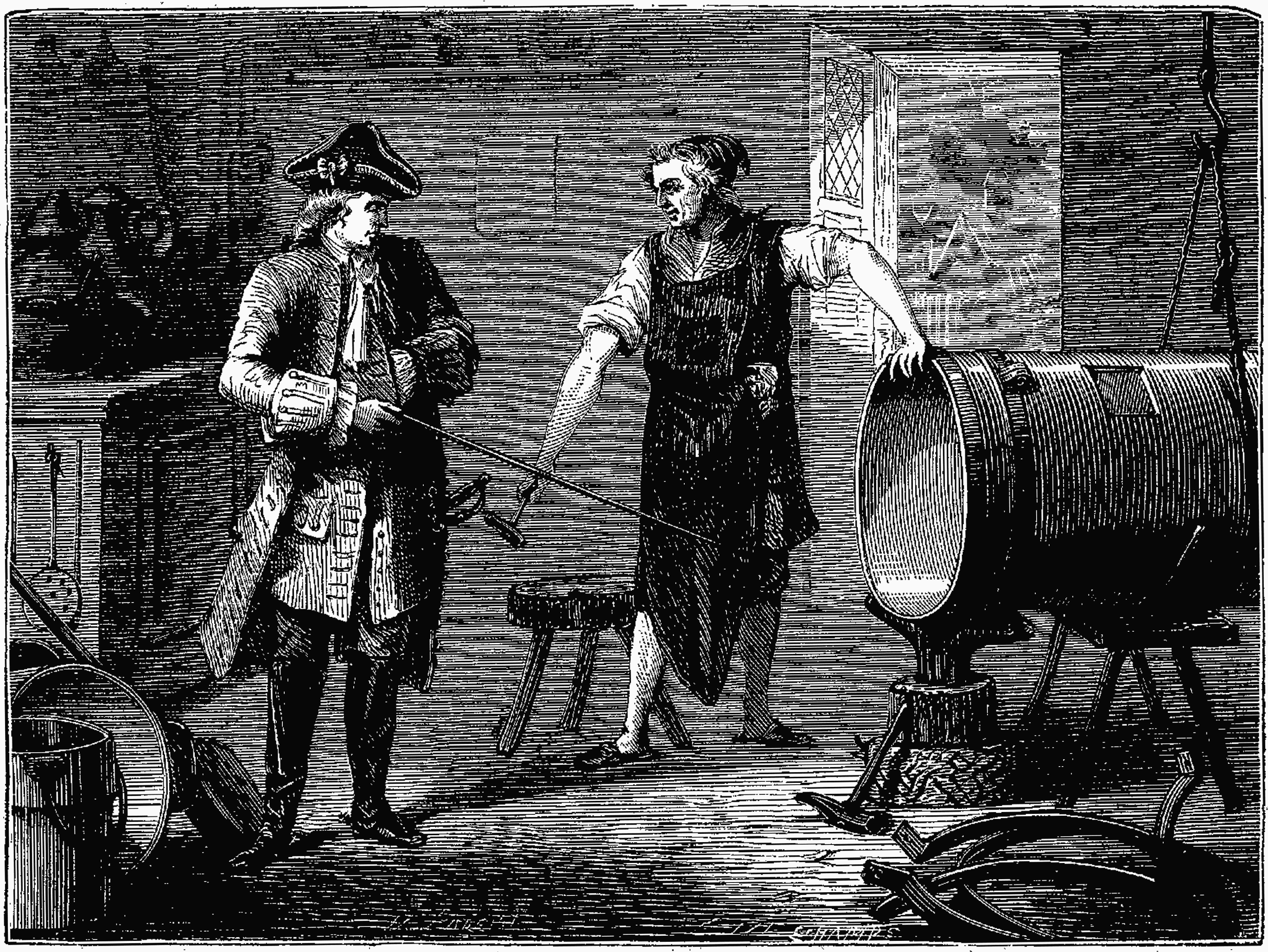
Le marquis de Jouffroy fait fabriquer au marteau, le cylindre de sa machine à vapeur, par le chaudronnier de Baume-les-Dames.

- Juin-juillet : l'ingénieur français Claude Jouffroy d'Abbans fait la démonstration du premier bateau à vapeur à Baume-les-Dames sur le Doubs, équipé d'une machine de Watt à simple effet et du synthème propulseur « palmipède ». Il parvient à naviguer mais les deux paires de rames de chaque côté du bateau fonctionnent mal. Jouffroy d'Abbans construit alors le pyroscaphe, à roues à aubes, de 46 m de long et jaugeant 182 tonneaux. Il remonte la Saône sur plusieurs kilomètres, en 1783[4].
- 12 juillet, Plymouth : début du troisième voyage du britannique Cook dans le Pacifique, dans le but de découvrir le passage du Nord-Ouest (fin en 1779). Pendant la première partie de cette expédition, il sillonne à nouveau le milieu du Pacifique. Il atteint le 71e parallèle nord et observe que le passage est bloqué par les glaces[5].
- 7 août : Condorcet devient secrétaire perpétuel l’Académie des sciences[6].
- 6 septembre : le Turtle, sous-marin conçu par David Bushnell, tente de couler, sans succès, le HMS Eagle (en), un vaisseau britannique dans le port de New York[7].
- 25 décembre : reconnaissance des îles Kerguelen par James Cook[8].
- Le chimiste suédois Carl Wilhelm Scheele isole l'acide urique[9].

## Prix
- Médailles de la Royal Society
  - Médaille Copley : James Cook, (1728-1779), pour un article décrivant la méthode qu'il utilise pour préserver la santé de l'équipage du HMS Resolution.

## Publications
- Jean Sylvain Bailly : Histoire de l’astronomie.
- Carlo Barletti, Dubbj e pensieri sopra la teoria degli elettrici fenomeni, Milan, Giuseppe Galeazzi.
- Joseph-Louis Lagrange : Mémoire sur l’utilité de la méthode de prendre le milieu entre les résultats de plusieurs observations, dans lequel on examine les avantages de cette méthode par le calcul des probabilités, et où l’on résout différents problèmes relatifs à cette matière, Miscellanea Taurinensia pour 1770-1773[10].
- Adam Smith  : Recherches sur la nature et les causes de la richesse des nations (9 mars).

## Naissances
- 4 janvier :

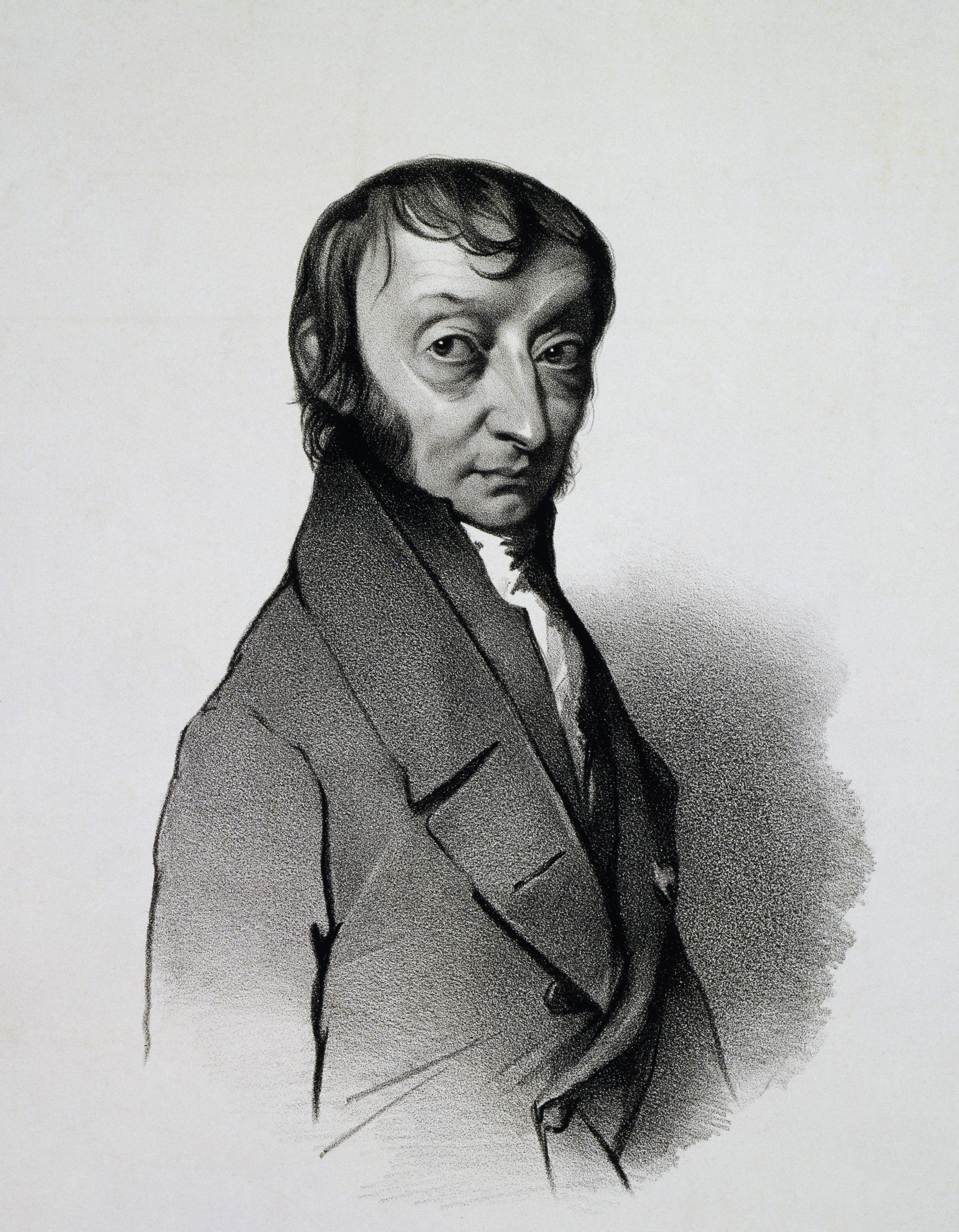
Amedeo Avogadro

  - Bernardino Drovetti (mort en 1852), diplomate, aventurier et antiquaire italien.
  - Jean-Baptiste Jollois (mort en 1842), ingénieur français.
- 4 février : Gottfried Reinhold Treviranus (mort en 1837), naturaliste allemand.
- 14 février : Christian Gottfried Daniel Nees von Esenbeck (mort en 1858), botaniste allemand.
- 17 février : Georg, comte de Münster (mort en 1844), paléontologue allemand.
- 15 mars : Gerard Troost (mort en 1850), médecin, naturaliste et minéralogiste américanonéerlandais[11].
- 22 mars : Louis-François Benoiston de Châteauneuf (mort en 1856), économiste, statisticien et démographe français.
- 27 mars : Charles François Brisseau de Mirbel (mort en 1854), botaniste et homme politique français.
- 1er avril : Sophie Germain (morte en 1831), mathématicienne française.
- 5 avril : Pierre Bigot de Morogues (mort en 1840), minéralogiste, homme politique, agronome et essayiste.
- 17 mai : Amos Eaton (mort en 1842), géologue et botaniste américain.
- 1er juin : Giuseppe Zamboni (mort en 1846), inventeur de la pile Zamboni.
- 16 juillet : Johann Georg von Soldner (mort en 1833), physicien, mathématicien et astronome allemand.
- 2 août : Friedrich Stromeyer (mort en 1835), chimiste allemand, découvreur du cadmium.
- 9 août : Amedeo Avogadro (mort en 1856), chimiste italien.
- 23 août : Josef Hoëné-Wronski (mort en 1853), philosophe et scientifique polonais.
- 24 août : Joseph Woods (mort en 1864), géologue, botaniste, architecte et quaker britannique.
- 10 septembre : Pierre Philippe Urbain Thomas (mort en 1854), statisticien et historien français.
- 2 octobre : Guérard de La Quesnerie (mort en 1849), agronome français.
- 13 octobre : Peter Barlow (mort en 1862), mathématicien et physicien britannique.
- 14 novembre : Henri Dutrochet (mort en 1847), médecin, botaniste et physiologiste français.
- 15 novembre : Nicolas Champy (mort en 1801), chimiste français.
- 26 décembre :  Charles Hamilton Smith (mort en 1859), militaire, naturaliste, artiste et collectionneur d’antiquité britannique[12].

## Décès

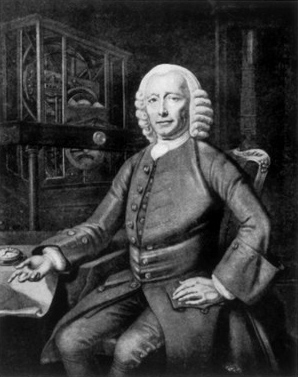
John Harrison

- 4 février : Esprit Pezenas (né en 1692), jésuite, astronome, mathématicien, professeur d'hydrographie et directeur de l’Observatoire de Marseille[13].
- 25 février : Louis François Henri de Menon (né en 1717), agronome français.
- 24 mars : John Harrison (né en 1693), artisan ébéniste, et horloger autodidacte britannique, inventeur du chronomètre de marine.
- 13 juin : William Battie (né en 1703 ou 1704), psychiatre anglais.
- 20 juin : Benjamin Huntsman (né en 1704), inventeur anglais.
- 28 juin : Augustin Roux (né en 1726), médecin français[14].
- 21 juillet : Giuseppe Asclepi (né en 1706), jésuite, astronome et physicien italien[15].
- 24 juillet : Giovanni Antonio Lecchi (né en 1702), jésuite, mathématicien et ingénieur hydrographe italien.
- 17 novembre : James Ferguson (né en 1710), astronome écossais.